# Edith Klemperer
Edith Klemperer (* 9. August 1898 in Wien, Österreich-Ungarn; † 23. September 1987 in New York City, Vereinigte Staaten) war eine österreichisch-US-amerikanische Medizinerin. Sie gehörte zu den weltweit ersten Frauen, die als Neurologinnen und Psychiaterinnen praktizierten. Sie ist bekannt für die Erfindung ihres Leuchtenden Gehirns und ihre Pionierarbeit auf dem Gebiet der Hypnotherapie.

## Leben

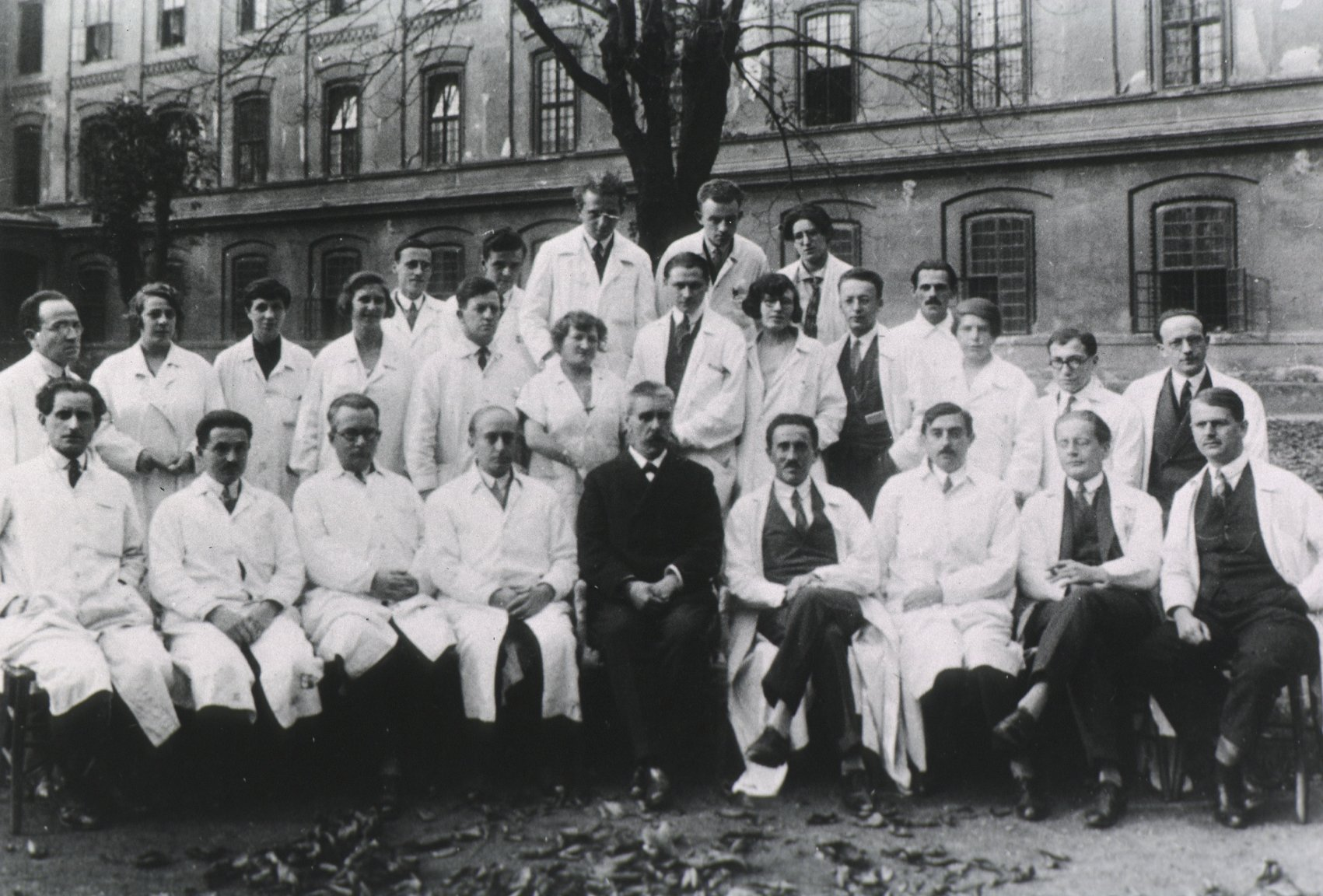
Team von Julius Wagner-Jauregg, 1927. (Von links nach rechts: Max Weissmann, Bernhard Dattner, Heinrich Kogerer, Heinrich Herschmann, Julius Wagner-Jauregg, Josef Gerstmann, Paul Schilder, Heinz Hartmann, Otto Kauders. Zweite Reihe: Erwin Stengel, Edith Vincze, Lydia Sicher, Annie Reich, Ludwig Horn, Clara Strassky, Robert Stern, Fannie Halpern, Otto Isakower, Alexandra Adler, Hans Hoff, Edward Bibring. Hintere Reihe: Gottfried Engerth, Friedrich Stumpfl, Stefan Betlheim, Ludwig Eidelberg, Edith Klemperer, Ernst Haase)

Klemperer war die Tochter von Karl Klemperer und Marianne Deutsch. Ihre Mutter nahm sich 1942 vor ihrer Deportation in Wien das Leben. Die Schwester ihrer Mutter war die Schriftstellerin Flora Türkel, die 1942 in Sobibor ermordet wurde. Der Bruder ihrer Mutter war der Kunsthistoriker Max Deri und dessen Frau war die Psychoanalytikerin Frances Deri. Klemperer studierte Medizin an der Universität Wien und promovierte 1923 zum Dr. med. Am 2. Dezember 1923 trat sie in die Ärztekammer ein. Sie war Assistentin von Otto Pötzl, einem Vertreter der Zweiten Wiener Medizinischen Schule. Von 1924 bis 1938 führte sie Forschungen am Institut für Psychiatrie und Neurologie in Wien durch. Sie war eine von sechs Ärztinnen, die 1927 für Julius Wagner-Jauregg arbeiteten, als dieser den Nobelpreis für Physiologie oder Medizin erhielt. Unter ihnen waren Alexandra Adler, eine der ersten Neurologinnen an der Harvard University, Fanny Halpern, Mitbegründerin der ersten psychiatrischen Klinik in Shanghai, und Annie Reich.
Nach dem Anschluss Österreichs an das nationalsozialistische Deutsche Reich im März 1938 wurde Klemperer als Jüdin verfolgt. Sie musste ihre Heimat verlassen und gelangte im September 1938 mit ihrem Vater nach New York. Dort setzte sie ihre Arbeit in der Neurologie und Psychiatrie fort.
Klemperer starb 1987 im Alter von 89 Jahren in New York City.

## Forschung

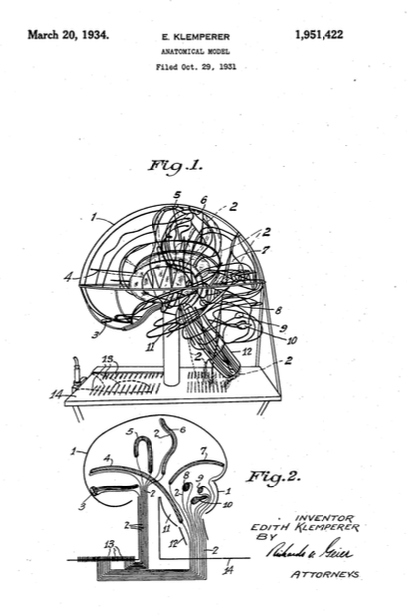
Patent für das leuchtende Gehirnmodell, 1934

Gemeinsam mit Robert Exner, der während seiner Gefangenschaft in einem Kriegsgefangenenlager in Sibirien ein Gehirnmodell aus Holz, Drähten, bunten Fäden und anderen Materialien gebaut hatte, baute Klemperer zunächst ein weiteres nicht leuchtendes Gehirnmodell, bei dem Drähte die Nervenbahnen darstellten und deren genauen Verlauf zeigten. Der Physiker und damalige Kustos des Technischen Museums Wien Joseph Nagler schlug vor, ein Modell aus Neonröhren zu bauen. 
Klemperer initiierte auf eigene Kosten den Bau eines leuchtenden, zwei Meter hohen, zwei Meter langen und eineinhalb Meter breiten gläsernen Hirnmodells. Dieses leuchtende Gehirn sollte zentraler Bestandteil eines neuen Hirnmuseums an der medizinischen Fakultät der Universität Wien werden. Josef Nagler übernahm die technische Ausführung des Modells. 200 Neonröhren, von Glasbläsern individuell angefertigt, stellten die Nervenbahnen des Gehirns dar, die einzeln oder in Gruppen zum Leuchten gebracht werden konnten. Die Bereiche des Gehirns waren abhängig von ihren Funktionen in verschiedenen Farben gehalten. Das Modell stand auf einer Plattform mit Rädern. 1931 war das Hirnmodell fertiggestellt und Klemperer präsentierte es beim ersten internationalen Neurologenkongress in Bern der Fachwelt. In den folgenden Jahren hielt sie Dutzende Vorträge an Universitäten, Volkshochschulen sowie im Technischen Museum Wien, das Heimstätte des Modells wurde. 1931 erschien ein Artikel in der Zeitschrift Popular Science, in dem die Erstellung eines Glasmodells des Gehirns durch Klemperer und Robert Exner in Wien vorgestellt wurde. Es sollte das Studium des Gehirns durch seine Transparenz begünstigen. Klemperer ließ weitere vier Erfindungen patentieren, darunter zwei anatomische Modelle. Von 1936 bis 1937 war sie am Rothschild-Spital tätig.
Nach dem Einmarsch der Wehrmacht in Österreich wurde das Modell in Klemperers Wohnung gebracht und für den Transport in die USA vorbereitet. Als sie 1938 aus Österreich fliehen musste, konnte sie das leuchtende Hirnmodell mitnehmen, „da die Nazis nur für die materiellen, aber nicht auch für die kulturellen Güter der Juden Interesse zeigten“, wie Klemperer 1953 in einem Brief an die Tageszeitung Neues Österreich schrieb. Das Modell sei zusammen mit Klemperers Möbeln in die Vereinigten Staaten transportiert worden, wo sie ihre Vortragstätigkeit fortsetzte. 1940 eröffnete sie eine Privatpraxis und von 1941 bis 1942 war sie auch am Mount Sinai Hospital in New York City tätig. Sie führte ihre Forschungen 1942/1943 am Hillside Hospital Bellerose weiter. Von 1943 bis 1946 war sie leitende Psychiaterin am Bellevue Hospital und von 1952 bis 1958 am Morrisania Hospital.
Klemperer war als psychiatrische Beraterin der Workmen’s Compensation Board und beratend für das Department of Welfare in New York City und des Departments of Social Welfare tätig. Ihr Spezialgebiet lag in der Hypnotherapie.
Während ihrer Zeit in Wien forschte und publizierte Klemperer zu verschiedenen Themen, darunter die chemische Analyse von Blut-, Urin- und Liquorproben bei verschiedenen psychiatrischen und neurologischen Erkrankungen, den Einsatz von Insulin bei Delirium tremens, die Reaktion des Körpers auf Hypnose und das Korsakow-Syndrom als Reaktion auf eine Insulinbehandlung bei Diabetikern. Klemperers Arbeit über Blutuntersuchungen zeigte einen Zusammenhang zwischen psychischen Emotionen und chemischen Veränderungen im Blut.
Der Großteil ihrer Forschung in den USA konzentrierte sich auf die damals noch jungen Gebiete der Hypnose, Hypnotherapie und Hypnoanalyse. Von 1954 bis 1969 hielt Klemperer Vorlesungen bei der Society for Clinical and Experimental Hypnosis und veröffentlichte mehrere Artikel im Journal of Clinical and Experimental Hypnosis, darunter zu Themen wie Technik, Entstehung von Zuständen des vergangenen Ichs, projektive Phänomene, Primär-Objekt-Beziehungen, spontanes Selbstporträt und Veränderungen des Körperbildes. Sie untersuchte auch den Nutzen von Hypnose bei der Raucherentwöhnung und hielt 1964 bei der Jahreskonferenz des New Yorker Chapters der American Society of Group Psychotherapy Vorlesungen über Alkoholismus.
Klemperers Original-Hirnmodell ist laut dem Technischen Museum Wien verschollen. Eine Neukonstruktion (Bauzeit 1951 bis 1959) ohne Beteiligung Klemperers war bis Anfang der 1990er Jahre Teil der Dauerausstellung des Museums und ist nach einer Restaurierung seit 2020 wieder dort zu sehen.

## Veröffentlichungen (Auswahl)
- mit M. Weissmann: Arbeitsuntersuchungen bei Patienten mit manisch-depressiven Zustandsbildern. European archives of psychiatry and clinical neuroscience 86, 1929, S. 598–626.
- Blutgasanalysen bei Hirnläsionen. European archives of psychiatry and clinical neuroscience, 1930, S. 722–740.
- Die Natur des Meesschen Nagelbandes bei Thallium-Polyneuritis. International journal of legal medicine, Vol. 23, no. 3, 1934, S. 192–193.
- Hypnotherapy. Journal of Nervous & Mental Disease, Vol. 116, 1952, S. 157–175.
- Wagner-Jauregg. The American Journal of Psychiatry, Vol. 114, No. 4, 1957, S. 372–372.
- Past egostates in emerging in Hypnoanalysis. Charles C. Thomas Publ., Springfield, IL, 1968.
- The Safety of Hypnoses. The American Journal of Psychiatry, Vol 130, No. 9, September 1973.